# 日本軍によるアッツ島の占領
日本軍によるアッツ島の占領（にほんぐんによるアッツとうのせんりょう）は、第二次世界大戦の太平洋戦争において、アリューシャン方面の戦いにおけるAL作戦の一環。1942年（昭和17年）6月上旬、大日本帝国軍がアッツ島を占領した。アメリカ合衆国本土が外国軍隊により占領されたのは1812年の米英戦争以来初めてのことであった。
日付変更線をまたいで行われた作戦なので、資料によって日付と時刻にズレがある。日本側の記録がUTC+9を使用しているのに対してアメリカ側はUTC-10を使用しており、19時間の時差がある。

## 計画
アメリカ領土でアラスカの一部であるアリューシャン列島は、日本海軍が開戦時に策定した連合艦隊作戦計画では「占領または攻撃破壊すべき外郭要地」と決められたが、具体的な計画は無い状態だった。
しかし、アメリカ軍の北方からの進攻や当時開発中との情報があった日本本土を爆撃可能な新型長距離爆撃機の発進基地となることを恐れ、また同時期に進行していたミッドウェー作戦の支援も兼ねて、海軍軍令部が陸軍と共同してAL作戦を計画、アリューシャン方面に進出した。1942年（昭和17年）4月18日のドーリットル空襲で本土防空のむずかしさが明らかになり、MI作戦やAL作戦に懐疑的だった日本陸軍も、MI作戦に一木支隊を、AL作戦に第7師団隷下の歩兵第26連隊から抽出した北海支隊（指揮官：穂積松年少佐）を参加させることになった。輸送船団の護衛を日本海軍の北方部隊（指揮官：第五艦隊司令長官細萱戊子郎中将）が担当した。アッツ島攻略部隊指揮官は、第一水雷戦隊司令官大森仙太郎少将であり、日本陸軍派遣部隊（北海支隊）も大森少将の指揮下に入った。
これによりアリューシャン列島での戦いが始まった。AL作戦ではアムチトカ島、キスカ島、アッツ島に上陸作戦をおこなう予定であった。アムチトカ島を攻撃した部隊が、その後、アッツ島を攻略する計画である。
だがミッドウェー海戦の大敗で計画を変更、キスカ島とアッツ島のみ占領することになった。

## 占領

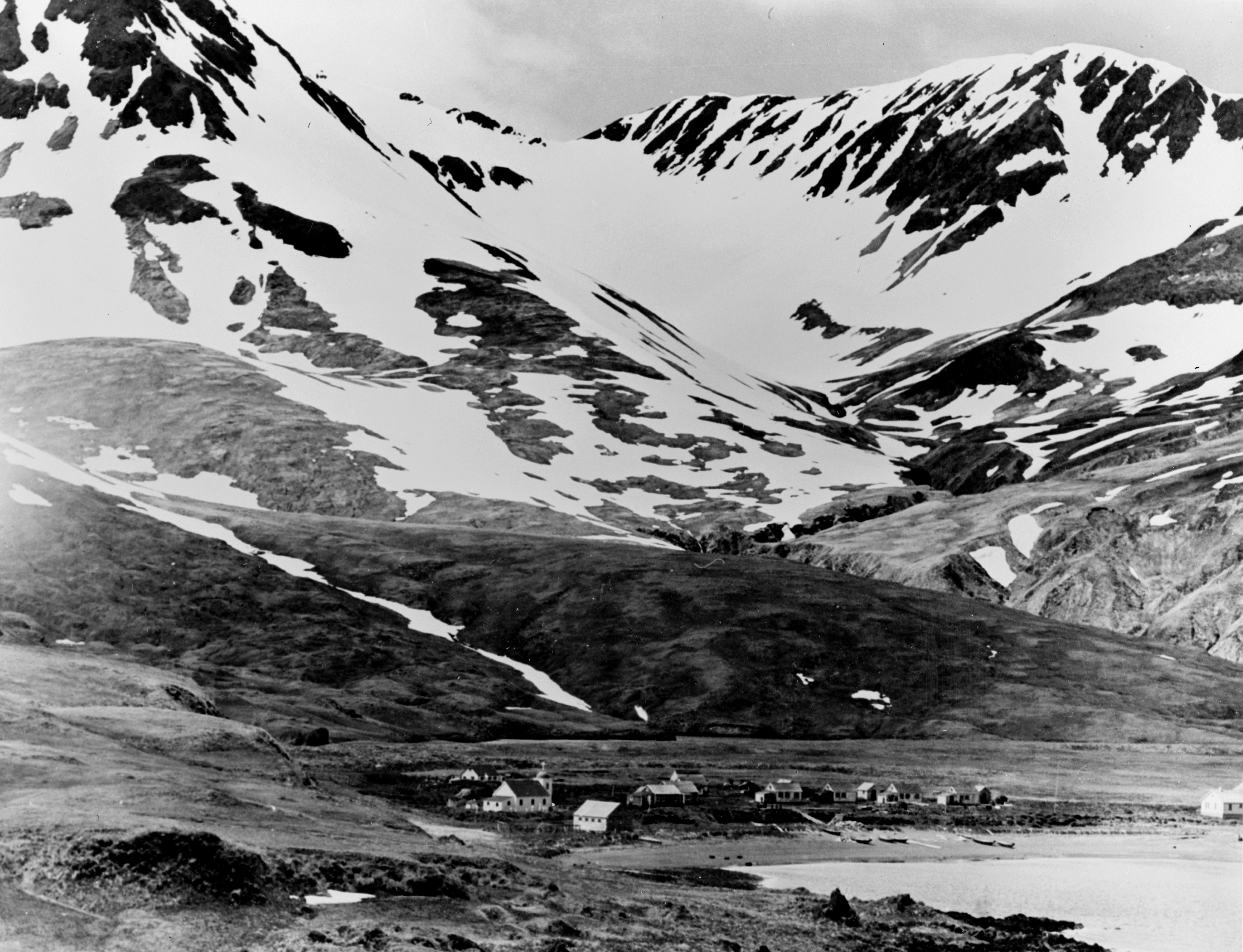
戦前のアッツ村

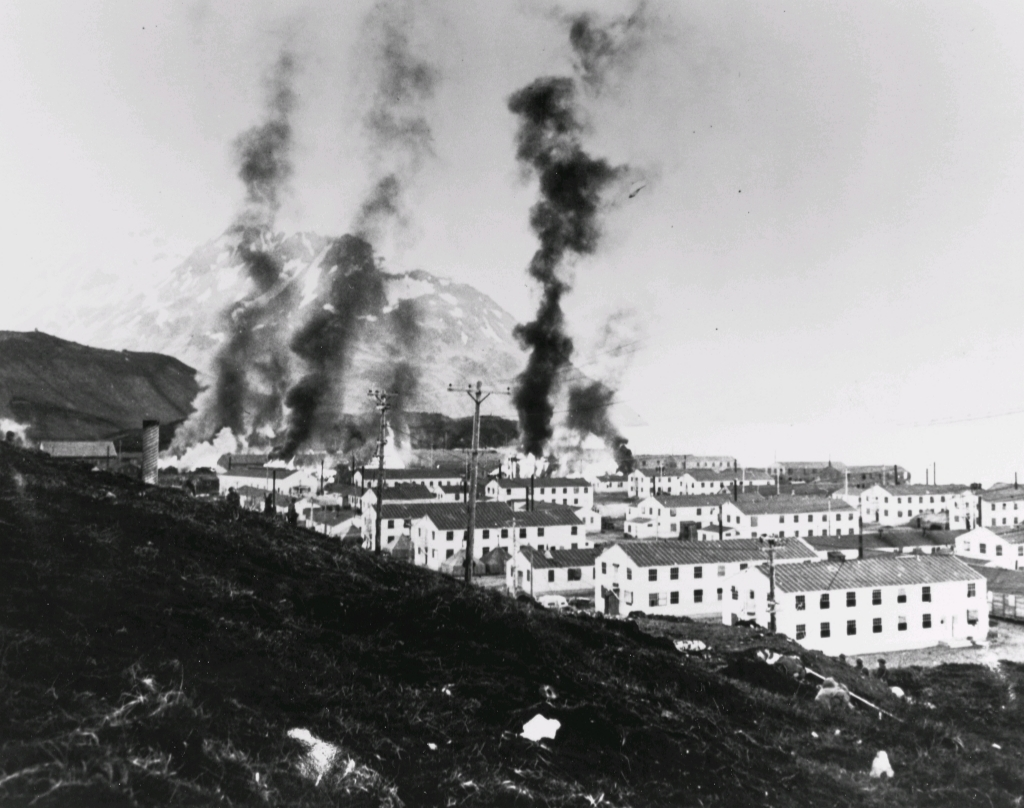
日本海軍機の空襲を受けて炎上するダッチハーバーのアメリカ軍基地

1942年（昭和17年）6月6日（日本時間7日）、第一水雷戦隊（司令官大森仙太郎少将）と特設水上機母艦衣笠丸がアッツ島に到着した。6月7日（日本時間8日）、穂積松年陸軍少佐指揮のもと北海支隊1,150名がアッツ島に上陸して占領した。攻略成功後、アッツ島攻略部隊は解散して大森少将は北海支隊に対する指揮を解かれた。日本軍はアッツ島を“熱田島”と改名した。
アッツ島には先住民のアレウト族45名、無線技士で同地から気象通報していたアメリカ人のチャールズ・フォスター・ジョーンズとその妻で教師兼看護婦のエッタがおり、チチャゴフ港周辺の集落で暮らしていた。日本軍の占領直後、抵抗した無線技師のチャールズが殺害された。残ったアリュート族住民はアッツ島一時放棄の際に北海道の小樽近くの収容所へ連行され、終戦まで抑留された。そのうち16名が亡くなっている。チャールズの妻エッタも日本本土へ連行され、横浜や戸塚の収容所を転々とした後、終戦直後に解放された。エッタは1965年12月にフロリダ州ブレイデントンで86歳で亡くなった。
上陸後、日本軍は飛行場と防御陣地の構築を始めた。最も近い連合軍は、ウナラスカのダッチハーバーとアダック島のアメリカ陸軍航空軍であった。占領期間中、アメリカ軍はウムナック島の基地から爆撃機で頻繁に空襲を行い、また潜水艦を投入して日本軍に度々損害を与えた。 
8月8日、巡洋艦を基幹とするアメリカ艦隊がキスカ島に来襲し、艦砲射撃を行った。大本営はキスカ島の守備強化としてアッツ島に駐屯していた北海支隊にキスカ島移駐を命じた。北海支隊は島の放棄に際して、携行できない物資や防御陣地を破壊した。また島のアリュート族住民約40名を同行させて島はほぼ無人となった。
当初、日本軍はアリューシャンを1942年冬まで占領予定としていたが、アメリカ軍によるたび重なる攻撃、そして島を基地として使用させないため1943年まで占領を延長する事を決定した。10月18日、日本軍はアメリカのラジオ放送からアムチトカ島が占領されたと判断し、急遽アッツ島の再占領を決定して20日に再占領した。
1943年2月5日、日本軍はアリューシャンを含む北太平洋方面の守備方針を見直し、陸海軍双方の分担範囲が取り決められた。また、現地の守備兵力として新たに北海守備隊（司令官峯木十一郎陸軍少将）が編制され、2月11日に山崎保代陸軍大佐が北海守備第2地区隊長に補職された。いったん放棄された防御陣地の再構築、兵員や物資弾薬の増援が図られたが、大本営の消極的な守備方針やアリューシャン特有の悪天候、米軍の妨害により守備体制は不十分となってしまった。
また、3月27日には同島沖でアッツ島沖海戦が発生、日本軍の輸送船団はアッツ行きをやめて幌筵に撤退し、乗船していた山崎大佐もアッツ島に着任できなかった。山崎大佐は潜水艦に乗り換え、4月18日にアッツ島の土を踏んだ。

## アメリカ軍による奪還
1943年5月12日、戦艦3隻を擁するアメリカ太平洋艦隊の支援下、第7歩兵師団の15,000名のアメリカ軍が上陸を開始してアッツ島の戦いが始まった。

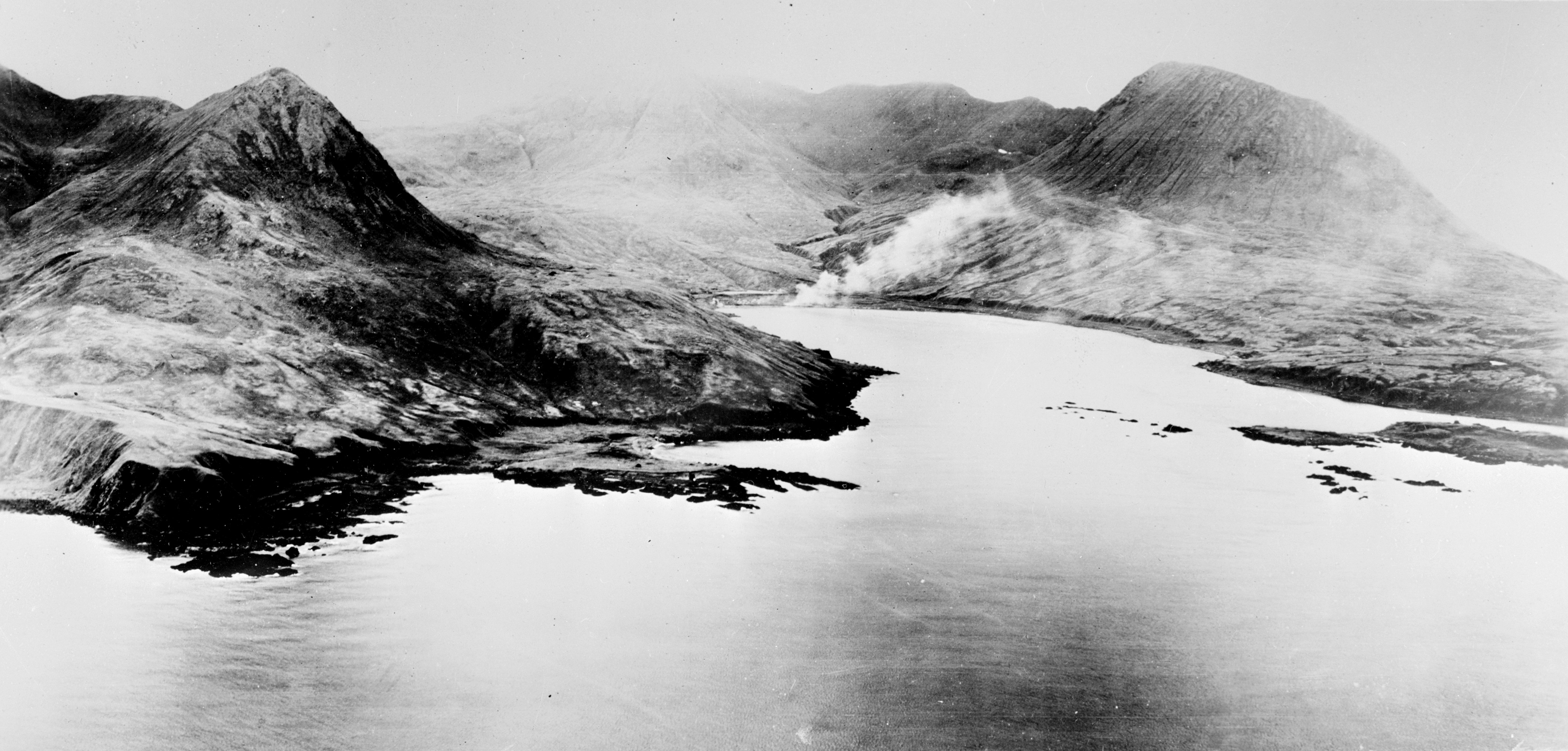
連合軍により攻撃を受けるチチャゴフ港

5月29日、山崎大佐率いる日本軍の残存兵力約300名が最後のバンザイ突撃を行い、組織的抵抗は終了した。アメリカ軍ジョン･L･デヴィット司令官の下、5月30日に島の占領を宣言した。日本軍の損害は戦死2,638名、重傷を負って意識不明などで捕虜となった29名のみが生存した(生存率は約1%)。アメリカ軍は戦死者549名、負傷者1,148名に上った。島の奪還後、アメリカ軍は日本軍が建設した飛行場を再使用せず、別の位置に新しい飛行場を建設して残りの戦争期間を日本本土を爆撃するための基地として運用した。
アッツ村は太平洋戦争終結後に放棄され、日本軍により連行された住民の生き残りは他の島へ移された。2012年、占領70周年を記念してアッツ村の記念碑がかつて村があった場所に建立された。